# Chevrolet Corvair Monza GT
La Chevrolet Corvair Monza GT è una concept car costruita dalla casa automobilistica statunitense Chevrolet nel 1962.

## Descrizione
Sotto la direzione di Bill Mitchell, la vettura fu progettata da Larry Shinoda e Tony Lapine nel 1962, prendendo vari elementi dalla concept car Testudo progettata da Bertone. Come per la Testudo, le porte si aprivano con meccat ad ali di farfalla ed erano incernierato al centro del parabrezza, comprendendone parte di esso. Il motore era un 6 cilindri boxer da 2 380 cc con doppio carburatore da 102 CV (76 kW) di potenza derivato dalla Chevrolet Corvair. A differenza della Corvair di normale produzione però, il motore della Monza GT è stato montato davanti al cambio e ruotato di 180 gradi, venendo messo davanti all'asse posteriore, in posizione centrale, una caratteristica atipica per l'epoca. Il telaio presentava un interasse di 2337 mm, 406 mm più corto della Corvair di produzione. Le dimensioni complessive erano inferiori, con una minore lunghezza e altezza da terra.
Oltre al suo design estremamente aerodinamico, la Monza GT aveva caratteristiche innovative per epoca, tra cui i cerchi in lega di magnesio, freni a disco sulle 4 ruote, sedili fissi con i pedali regolabili. Queste caratteristiche sarebbero poi apparse anni dopo nelle auto di produzione.
Alcune delle caratteristiche stilistiche della GT, in particolare la parte posteriore, furono l'ispirazione per la Corvair del 1965-1969. Il design della vettura influenzò anche la concept car Chevrolet Mako Shark II del 1965 e la Corvette C3 del 1968 che be riprendeva molti elementi stilistici.

## Storia
Presentata al pubblico nel giugno del 1962 a Elkhart Lake durante una gara di Sports Car Club of America, la Corvair Monza GT ottenne un successo immediato tra gli appassionati. I giornalisti presenti definirono l'auto cone "stupenda".
La Monza GT all'inizio del 1963 andò in tournée insieme ad un'altra prototipo la Monza SS Spyder, facendo un'ulteriore apparizione pubblica al Salone Internazionale dell'Auto di New York. Nella Monza SS il motore dotato di quattro carburatori era stato lasciato nella sua posizione originale dietro il cambio e a sbalzo e aveva un passo più corto (2.235 mm) rispetto alla Monza GT.
Sebbene la SS fu un procinto verso la produzione in serie, entrambe le auto rimasero allo stato prototipale.
La concept car Corvair Monza GT è uno degli oltre 700 veicoli presenti nella GM Heritage Collection, una collezione dei veicoli storicamente significativi della casa americana.